# Caumont (Tarn-et-Garonne)
Caumont település Franciaországban, Tarn-et-Garonne megyében. Lakosainak száma 346 fő (2022. január 1.). Caumont Angeville, Asques, Castelmayran, Le Pin, Saint-Arroumex és Saint-Nicolas-de-la-Grave községekkel határos.

## Népesség
A település népességének változása:
| Lakosok száma | 327  | 327  | 329  | 318  | 327  | 335  | 344  | 348  | 346  |
|               | 2013 | 2015 | 2016 | 2017 | 2018 | 2019 | 2020 | 2021 | 2022 |